# Kościół św. Piotra z Alkantary i św. Antoniego z Padwy w Węgrowie
Kościół św. Antoniego z Padwy i św. Piotra z Alkantary w Węgrowie – poreformacki kościół parafialny w Węgrowie

## Historia
Kościół został ufundowany pod koniec XVII wieku przez dziedzica dóbr węgrowskich, hr. Jana Kazimierza Krasińskiego h. Ślepowron. 14 lipca 1715 roku uroczyście zakończono budowę i nastąpiło przekazanie kościoła ojcom reformatom, przez syna fundatora - Jana Dobrogosta Krasińskiego, właściciela Węgrowa. 
Wybudowany przez Carla Ceroniego w stylu barokowym w latach 1693–1715 według projektu Tylmana z Gameren na miejscu wcześniejszej drewnianej kaplicy, do 1864 roku pełnił funkcje kościoła klasztornego reformatów. Później po kasacie zakonu był filiałem węgrowskiej parafii Wniebowzięcia Najświętszej Marii Panny. W czasie II wojny światowej i krótko po niej z powodu zniszczenia fary miejskiej pełnił funkcje kościoła parafialnego.
Od 1970 roku świątynia była kościołem rektoralnym. Gromadziła się przy nim młodzież, która przychodziła tutaj na lekcje religii i katechezy. Do kościoła zaczęli również uczęszczać masowo wierni, z okolicznych osiedli.
W tym czasie staraniem rektora kościoła, księdza Zbigniewa Latosiego podjęto prace konserwacyjno-remontowe świątyni oraz sąsiadującego z nią budynku poklasztornego. Wymieniono dach nad kościołem, zainstalowano ogrzewanie i poddano konserwacji główny ołtarz oraz freski.
W 1994 roku przy kościele utworzono parafię św. Antoniego z Padwy i św. Piotra z Alkantary, która wyodrębniono z parafii Wniebowzięcia Najświętszej Marii Panny.

## Wnętrze
Wnętrze kościoła jest barokowe, ozdobione polichromiami i freskami Michelangelo Palloniego z lat 1706–1711. Drewniany ołtarz główny pochodzi z około 1690 roku i jest prawdopodobnie dziełem Andreasa Schlütera. W ołtarzu umieszczony jest krucyfiks, zaliczany do najpiękniejszych w Polsce, wzorowany na pracach Alessandra Algardi.

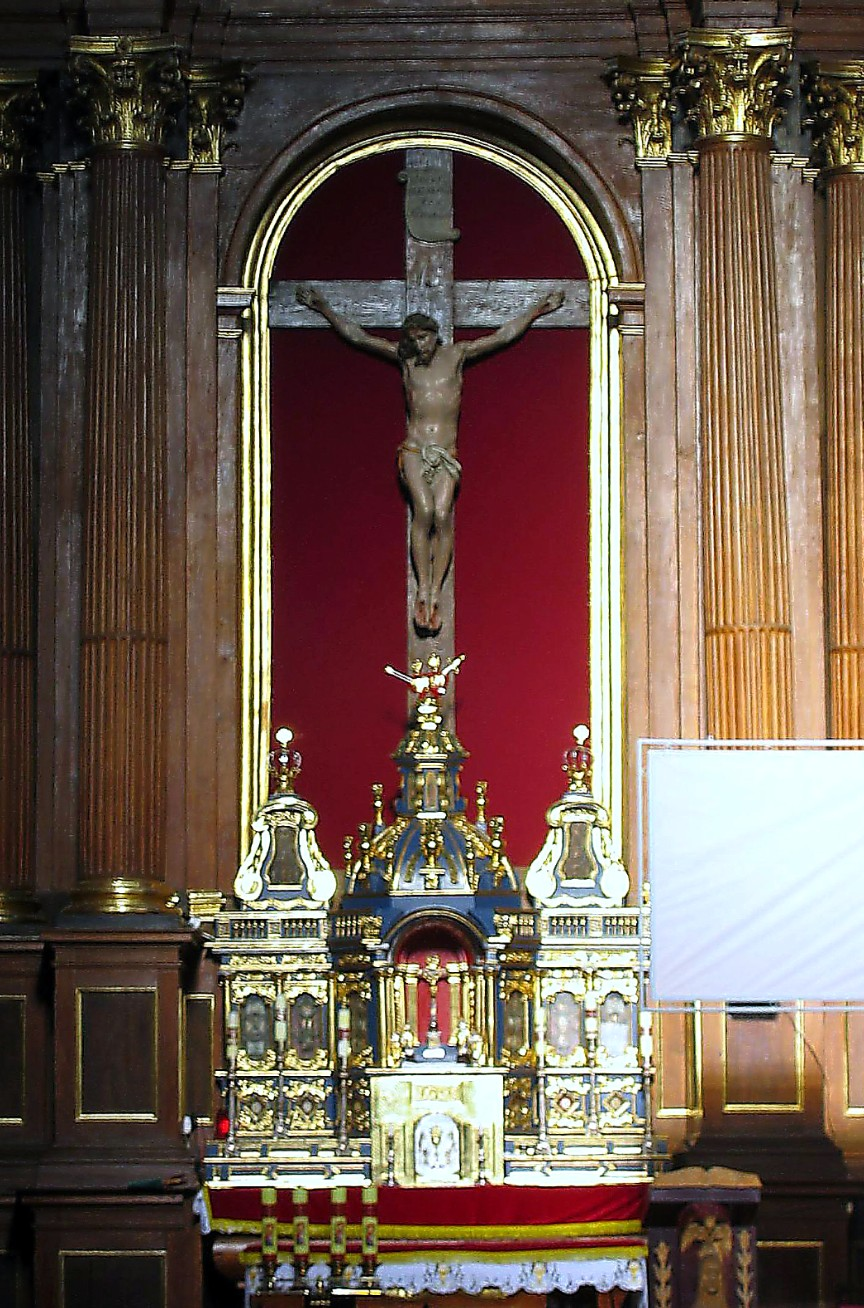
Ołtarz główny w kościele poreformackim

Po prawej stronie od ołtarza głównego nad drzwiami do kaplicy św. Bonawentury znajduje się wykonane w latach 1701–1703 epitafium fundatora kościoła, Jana Dobrogosta Krasińskiego, który jest pochowany w mauzoleum rodziny Krasińskich w krypcie świątyni.